# 湯沢市稲川野球場
湯沢市稲川野球場（ゆざわしいなかわやきゅうじょう、別称・楽天イーグルス稲川スタジアム）は、秋田県湯沢市にある野球場である。湯沢市が運営管理を行っている。

## 概要
- 稲川町（当時）に完成。主として少年野球を中心としたアマチュア野球大会に使われている。
- 2009年6月22日、宮城県に本拠地を置き、東北各地で野球教室を実施する東北楽天ゴールデンイーグルスと命名権を締結し、「楽天イーグルス稲川スタジアム」として生まれ変わった。

## 施設概要
- グラウンド面積:
- 両翼:97m、中堅:118m
- 内野:土、外野:天然芝
- 照明設備:4基
- スコアボード:手動式
- 収容人数:
- 全日本軟式野球連盟第2種公認球場

## 交通
- JR湯沢駅または十文字駅から羽後交通バス「小安温泉」「皆瀬庁舎前」「稲庭」行で「稲川中学校前」下車、徒歩3分
- 東北中央自動車道 湯沢ICから国道398号線経由で約10分